# Franz Xaver Schwäbl

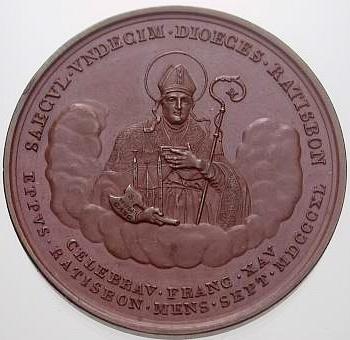
Médaille pour les 1100 ans du diocèse de Ratisbonne (1840) avec le portrait de Mgr Schwäbl.

Franz Xaver Schwäbl, né le 14 novembre 1778 à Reisbach et mort le 12 juillet 1841 à Ratisbonne, est un prélat allemand qui fut évêque de Ratisbonne de 1833 à 1841.

## Biographie
F.-X. Schwäbl est le vingt-et-unième enfant d'un boulanger de Reisbach, Wolfgang Schwäbl († 1788), et de son épouse Maria († 1809), née Brunner. Après avoir fréquenté le Gymnasium de Salzbourg et le lycée de Munich, il entre en 1798 au Bartholomäer-Institut d'Ingolstadt, puis effectue ses études de théologie à l'université d'Ingolstadt et à l'université de Landshut où il est disciple de Johann Michael Sailer qui façonne de manière décisive sa pensée théologique et son ecclésiologie.
Schwäbl est ordonné prêtre en 1801 à Ratisbonne et devient vicaire dans diverses paroisses. Sur la recommandation du prince héritier de Bavière Louis, qui l'avait connu et apprécié au cours d'un séjour thermal à Bad Brückenau, Schwäbl est nommé chanoine du chapitre de Munich en 1823. L'archevêque de Munich, Mgr von Gebstattel (de), lui confie la supervision de la formation des prêtres dans son archidiocèse. 
Après la mort de l'évêque de Ratisbonne, Mgr Johann Michael Sailer, le roi Louis nomme comme successeur son évêque auxiliaire, Georg Michael Wittmann, mais celui-ci meurt avant avoir reçu la confirmation de sa nomination par le pape. Aussi le roi nomme-t-il Schwäbl le 12 mars 1833 comme nouvel évêque de Ratisbonne. Il est consacré le 15 avril 1833 à Munich et solennellement intronisé à la cathédrale de Ratisbonne le 1er juin 1833.
En tant qu'évêque, Franz Xaver Schwäbl s'est efforcé de renouveler la pastorale: la formation des prêtres est réformée, il ordonne la tenue annuelle de synodes pour tous les doyens du diocèse et pour améliorer l'instruction de la foi, il introduit un catéchisme des jeunes et du peuple uniforme. L'évêque participe aussi avec enthousiasme au renouveau de la vie monastique et religieuse dans son diocèse; il soutient par exemple la refondation de l'abbaye de Weltenbourg par l'abbaye bénédictine de Metten (encore prieuré), non loin de Ratisbonne. Il restaure aussi la cathédrale (1835-1839). 
Peu avant sa fin, Mgr Schwäbl assiste à la montée de l'ultramontanisme dans certains cercles catholiques de Bavière. Il est critiqué par ceux-ci pour avoir retiré l'autorisation de prêcher accordée au diocèse de Ratisbonne au prédicateur de la cour de Munich Anton Eberhard à cause de ses sermons intransigeants sur les mariages mixtes entre catholiques et protestants. 
D'un point de vue social, sa carrière est représentative de l'ouverture de l'Église en Allemagne qui après 1800 fait accéder aux hautes fonctions des ecclésiastiques d'origine modeste ou roturière.

## Quelques publications
- Kurze und lehrreiche Parabeln, 1831.
- Epistola pastoralis Reverendissimi Domini Francisci Xaverii Episcopi Ratisbonensis ad clerum suum dioecesanum, 1833.
- Hirtenworte (posthume), 1842.

## Source
- (de) Cet article est partiellement ou en totalité issu de l’article de Wikipédia en allemand intitulé « Franz Xaver Schwäbl » (voir la liste des auteurs).

### Article lié
- Liste des princes-évêques et évêques de Ratisbonne